# Jahr des Drachen (Film)
Jahr des Drachen ist ein 2012 von Regisseur Torsten C. Fischer inszeniertes deutsches Filmdrama, das im Auftrag des Westdeutschen Rundfunks entstand.

## Handlung
Der Endvierziger Thomas Eichner, Teilhaber einer Kölner Textilfirma, ist im Auftrag seines Unternehmens in der vietnamesischen Metropole Ho-Chi-Minh-Stadt, um über ein Joint Venture mit einem vietnamesischen Unternehmen zu verhandeln. Bei einem abendlichen Geschäftsessen macht er die Bekanntschaft mit der Prostituierten Huong, an der er Gefallen findet. Zurück in Deutschland eröffnet ihm seine seit acht Jahren an Krebs leidende Ehefrau Maren, dass sie Knochenmetastasen habe und eine teure Spezialbehandlung brauche. Zurück in Vietnam, um den Vertrag zu unterzeichnen, sucht er die Gesellschaft von Huong, die ihn mit in ihr Heimatdorf nimmt. Die beiden verlieben sich und Huong stellt immer wieder die Frage nach Heirat, die Thomas umgeht.
Wieder zurück in Deutschland erhält er einen Anruf von Huong: Sie ist ihm nachgereist. Thomas bringt Huong in einem Appartement unter und verbringt seine Freizeit mit ihr, während Maren in medizinischer Behandlung ist. Eines Tages begegnen die beiden bei einem Ausflug zufällig Thomas’ erwachsenem Sohn Daniel. Zwischen den beiden steht ein schwebender Konflikt und Thomas rast mit Huong davon. Liebestrunken kündet er seinem Kompagnon Lars Behlke an, seine Firmenbeteiligung zu verkaufen und Huong zu heiraten. Mittlerweile hat Daniel über in Köln lebende Vietnamesen Huongs Aufenthaltsort ausfindig gemacht. Er sucht sie auf und will sie zum Flughafen bringen, damit sie nach Vietnam zurückkehrt und aus ihrem Leben verschwindet. Beim Zurücksetzen seines Autos aus dem Hofgrundstück auf die Straße wird der Wagen von einem Kleintransporter auf der Beifahrerseite gerammt. Huong erleidet bei diesem Unfall tödliche Verletzungen. Der sichtlich mitgenommene Thomas geleitet Huongs Sarg zurück in ihr Heimatdorf. Hier übergibt er Huongs Mutter einen Briefumschlag mit Geld, das ihre Tochter für sie gespart hatte, damit sie sich einer notwendigen Operation unterziehen kann. Der Film endet damit, dass Thomas die Bekanntschaft mit Huongs kleiner Tochter macht, von der er keine Ahnung hatte und seine Frau ruft ihn in Vietnam an und erklärt, dass sie mit der Scheidung einverstanden wäre.

## Hintergrund
Der Film ist eine Koproduktion der Colonia Media mit dem WDR und der Degeto. Er entstand an den Originalschauplätzen in Köln und Ho-Chi-Minh-Stadt.

## Kritik
„Psychologisch ausgefeiltes Drama und bittersüße Love-Story um einen Ehemann und Vater am Scheideweg, von Torsten C. Fischer einfühlsam inszeniert. Behrendts sensibles Spiel überzeugt“